# Marie-Hélène Dasté
Marie-Hélène Dasté (2 de diciembre de 1902 – 28 de agosto de 1994) fue una diseñadora de vestuario y actriz teatral, cinematográfica y televisiva de nacionalidad francesa.

## Biografía
Nacida en Lyngby-Taarbæk, Dinamarca, su verdadero nombre era Marie-Hélène Copeau. Hija mayor de Jacques Copeau, ella tomó clases de gimnasia rítmica, con el método de Émile Jaques-Dalcroze, en los años 1913 y 1914.
Junto a su familia, acompañó a su padre a Nueva York, en el período americano del Théâtre du Vieux-Colombier. Entonces con catorce años, escribió e ilustró Histoires de nos jeux.
De vuelta a París, ella se inscribió en la escuela del Vieux-Colombier entre 1920 y 1923, época en la que conoció a Jean Dasté, que más adelante fue su marido. El último año fue nombrada «Jefa de taller», y siguió a su padre en el Château de Morteuil, y después en Pernand-Vergelesses, participando junto a la compañía de Jacques Copeau, Les Copiaus, durante los años 1924-1929 en actuaciones en Borgoña.
En 1931-1932, en el seno de la Compagnie des Quinze (en la que era encargada del vestuario), bajo la dirección de Michel Saint-Denis, ella hizo el papel principal en Le Viol de Lucrèce, obra de André Obey. También obtuvo papeles dirigida por Charles Dullin, Louis Jouvet y Gaston Baty y, a partir de 1946, en la compañía formada por Jean-Louis Barrault y Madeleine Renaud, actuó, diseñó, concibió y fabricó vestuario (para Le Livre de Christophe Colomb, de Paul Claudel, para La Soirée des proverbes, y para Histoire de Vasco, de Georges Schehadé).
Casada con Jean Dasté, trabajó con él en la Comédie de Saint-Étienne, donde la actriz montó dos nōs modernos, Ce que murmure la rivière Sumida y Kagekyo le Furibond (ella también fabricó las máscaras), nōs de Zeami Motokiyo adaptados por Suzanne Bing. El segundo fue interpretado, entre otros, por Jean Dasté y su hija, Catherine Dasté, que entonces tenía veinte años de edad.
Creadora de numeroso vestuario, imaginó conjuntos transformables equipados con cremalleras que podían utilizarse en numerosos espectáculos, y que contribuyeron a dar un peculiar estilo a las representaciones. De gusto clásico, era partidaria de las formas simples y expresivas de simbolismo fácilmente reconocible (particularmente en cuanto al color).
Separada de Jean Dasté, volvió a actuar en la compañía de Jean-Louis Barrault. Ella se instaló en la Maison Copeau, en Pernand-Vergelesses, donde formó la Association des amis de Jacques Copeau y, en compañía de su prima Suzanne Maistre, se dedicaron, con el apoyo de Norman Paul, a recopilar y publicar los escritos de su padre y publicarlos.
Marie-Hélène Dasté falleció en Beaune, Francia en 1994.

## Teatro

### Actriz
- 1931 : Le Viol de Lucrèce, de André Obey a partir de William Shakespeare, Théâtre du Vieux-Colombier
- 1933 : Ricardo III, de William Shakespeare, escenografía de Charles Dullin, Théâtre de l'Atelier
- 1934 : Como gustéis, de William Shakespeare, escenografía de Jacques Copeau, Théâtre de l'Atelier
- 1935 : El médico de su honra, de Pedro Calderón de la Barca, escenografía de Charles Dullin, Théâtre de l'Atelier
- 1935 : No habrá guerra de Troya, de Jean Giraudoux, escenografía de Louis Jouvet, Théâtre de l'Athénée
- 1936 : Un homme comme les autres, de Armand Salacrou, escenografía de Paulette Pax, Théâtre de l'Œuvre
- 1937 : L'Impromptu de Paris, de Jean Giraudoux, escenografía de Louis Jouvet, Théâtre de l'Athénée
- 1938 : Pluto, a partir de Aristófanes, escenografía de Charles Dullin, Théâtre de l'Atelier
- 1940 : Pluto, a partir de Aristófanes, escenografía de Charles Dullin, Théâtre de Paris
- 1943 : Le Viol de Lucrèce, de André Obey, escenografía de Paulette Pax, Théâtre de l'Œuvre
- 1943 : Las suplicantes, de Esquilo, escenografía de Jean-Louis Barrault, Stade Roland Garros
- 1944 : Emily Brontë, de Madame Simone, escenografía de Gaston Baty, Théâtre Montparnasse
- 1945 : Lorenzaccio, de Alfred de Musset, escenografía de Gaston Baty, Théâtre Montparnasse
- 1946 : Hamlet, de William Shakespeare, escenografía de Jean-Louis Barrault, Théâtre Marigny
- 1946 : Les Nuits de la colère, de Armand Salacrou, escenografía de Jean-Louis Barrault, Théâtre Marigny
- 1947 : El proceso, a partir de Franz Kafka, escenografía de Jean-Louis Barrault, Théâtre Marigny
- 1948 : El estado de sitio, de Albert Camus, escenografía de Jean-Louis Barrault, Théâtre Marigny
- 1949 : Le Bossu, de Paul Féval y Auguste Anicet-Bourgeois, escenografía de Jean-Louis Barrault, Théâtre Marigny
- 1951 : Macbeth, de William Shakespeare, escenografía de Jean Dasté, Comédie de Saint-Étienne
- 1951 : Lazare d'André Obey, escenografía de Jean-Louis Barrault, Théâtre Marigny
- 1952 : Médée, de Robinson Jeffers, escenografía de Georges Vitaly, Théâtre Montparnasse
- 1955 : El jardín de los cerezos, de Antón Chéjov, escenografía de Jean-Louis Barrault, Théâtre des Célestins
- 1956 : Histoire de Vasco, de Georges Schehadé, escenografía de Jean-Louis Barrault, Théâtre des Célestins
- 1957 : El castillo, de Franz Kafka, escenografía de Jean-Louis Barrault, Théâtre de la Ville
- 1958 : La Tour d'ivoire, de Robert Ardrey, escenografía de Jean Mercure, Théâtre des Bouffes-Parisiens
- 1958 : Le Soulier de satin, de Paul Claudel, escenografía de Jean-Louis Barrault, Théâtre du Palais-Royal
- 1959 : La Petite Molière, de Jean Anouilh, escenografía de Jean-Louis Barrault, Grand Théâtre de Burdeos, Teatro del Odéon
- 1960 : El jardín de los cerezos, de Antón Chéjov, escenografía de Jean-Louis Barrault, Teatro del Odéon
- 1960 : Le Livre de Christophe Colomb, de Paul Claudel, escenografía de Jean-Louis Barrault, Teatro del Odéon
- 1961 : Le Voyage, de Georges Schehadé, escenografía de Jean-Louis Barrault, Teatro del Odéon
- 1962 : Orestíada, de Esquilo, escenografía de Jean-Louis Barrault, Teatro del Odéon
- 1962 : Hamlet, de William Shakespeare, escenografía de Jean-Louis Barrault, Teatro del Odéon
- 1962 : La Révélation, de René-Jean Clot, escenografía de Jean-Louis Barrault, Teatro del Odéon
- 1962 : La nuit a sa clarté, de Christopher Fry, escenografía de Jean-Louis Barrault, Teatro del Odéon
- 1963 : Le Piéton de l'air, de Eugène Ionesco, escenografía de Jean-Louis Barrault, Teatro del Odéon
- 1963 : El jardín de los cerezos, de Antón Chéjov, escenografía de Jean-Louis Barrault, Teatro del Odéon
- 1964 : Il faut passer par les nuages, de François Billetdoux, escenografía de Jean-Louis Barrault, Teatro del Odéon
- 1964 : Hamlet, de William Shakespeare, escenografía de Jean-Louis Barrault, Teatro del Odéon
- 1965 : América, de Max Brod a partir de Franz Kafka, escenografía de Antoine Bourseiller, Teatro del Odéon
- 1965 : El cerco de Numancia de Miguel de Cervantes, escenografía de Jean-Louis Barrault, Teatro del Odéon
- 1965 : La Provinciale, de Iván Turguénev, escenografía de André Barsacq, Teatro del Odéon
- 1966 : Los biombos, de Jean Genet, escenografía de Roger Blin, Teatro del Odéon
- 1970 : La Mère, de Stanisław Ignacy Witkiewicz, escenografía de Claude Régy, Théâtre Récamier
- 1975 : Le Livre de Christophe Colomb, de Paul Claudel, escenografía de Jean-Louis Barrault, Théâtre d'Orsay
- 1983 : Les Serpents de pluie, de Per Olov Enquist, escenografía de Lone Bastholm, Théâtre de la Madeleine

### Diseñadora de vestuario
- 1918 : Las bodas de Fígaro, de Pierre-Augustin de Beaumarchais, escenografía de Jacques Copeau, Garrick's Theatre de Nueva York
- 1933 : Ricardo III, de William Shakespeare, escenografía de Charles Dullin, Théâtre de l'Atelier
- 1940 : El Cid, de Pierre Corneille, escenografía de Jacques Copeau, Comédie-Française
- 1940 : Noche de reyes, de William Shakespeare, escenografía de Jacques Copeau, Comédie-Française
- 1942 : Les Dieux de la nuit, de Charles de Peyret-Chappuis, escenografía de Camille Corney, Théâtre Hébertot
- 1943 : L'Honorable Monsieur Pepys, de Georges Couturier, escenografía de André Barsacq, Théâtre de l'Atelier
- 1946 : Berenice, de Racine, escenografía de Gaston Baty, Comédie-Française
- 1952 : Fedra, de Jean Racine, escenografía de Gaston Baty, Comédie de Provence Casino municipal de Aix-en-Provence
- 1954 : La Soirée des proverbes, de Georges Schehadé, escenografía de Jean-Louis Barrault, Théâtre Marigny
- 1954 : La tempestad, de William Shakespeare, escenografía de John Blatchley, Comédie de Saint-Étienne
- 1955 : Orestíada, de Esquilo, escenografía de Jean-Louis Barrault, Festival de Burdeos, Théâtre Marigny
- 1956 : Histoire de Vasco, de Georges Schehadé, escenografía de Jean-Louis Barrault, Théâtre des Célestins y Théâtre de la Ville
- 1957 : El castillo, de Franz Kafka, escenografía de Jean-Louis Barrault, Théâtre de la Ville
- 1960 : Julio César, de William Shakespeare, escenografía de Jean-Louis Barrault, Teatro del Odéon
- 1961 : L'Annonce faite à Marie, de Paul Claudel, escenografía de Pierre Franck, Théâtre de l'Œuvre
- 1961 : Andrómaca, de Jean Racine, escenografía de Marguerite Jamois, Théâtre des Célestins
- 1962 : L'Azote, de René de Obaldia, escenografía de René Lesage, Comédie des Alpes
- 1962 : El barbero de Sevilla, de Pierre-Augustin de Beaumarchais, escenografía de René Lesage, Comédie des Alpes
- 1962 : La Révélation, de René-Jean Clot, escenografía de Jean-Louis Barrault, Teatro del Odéon
- 1963 : Le Drame du Fukuryu Maru, de Gabriel Cousin, escenografía de Jean Dasté y Jacques Lecoq, Comédie de Saint-Étienne
- 1965 : América, de Max Brod a partir de Franz Kafka, escenografía de Antoine Bourseiller, Teatro del Odéon
- 1966 : Les Musiques magiques, de Catherine Dasté, escenografía de la autora, Comédie des Alpes
- 1966 : Henry VI, de William Shakespeare, escenografía de Jean-Louis Barrault, Teatro del Odéon
- 1968 : L'Arbre sorcier, Jérôme et la tortue, de Catherine Dasté, escenografía de la autora, Cirque de Montmartre
- 1968 : Glomoël et les pommes de terre, de Catherine Dasté, escenografía de la autora, Théâtre de la Commune
- 1970 : Les Loups, de Catherine Dasté, escenografía de la autora, Théâtre de Sartrouville et des Yvelines
- 1973 : Jeanne l'ébouriffée, de Catherine Dasté, escenografía de la autora, Théâtre de Sartrouville et des Yvelines
- 1975 : Le Livre de Christophe Colomb, de Paul Claudel, escenografía de Jean-Louis Barrault, Théâtre d'Orsay
- 1976 : Le Rêve du papillon, de Guan Hanqing, escenografía de Catherine Dasté, Théâtre de Sartrouville et des Yvelines
- 1980 : Aux limites de la mer, de Catherine Dasté y Armando Llamas, escenografía de la autora, Théâtre de Sartrouville et des Yvelines
- 1983 : Le Journal d'un homme de trop, de Iván Turguénev, escenografía de Catherine Dasté, Festival Off de Aviñón, Théâtre du Chien qui fume

## Filmografía

### Cine
- 1935 : Ana Karenina, de Clarence Brown
- 1935 : Les Mystères de Paris, de Félix Gandéra
- 1938 : Katia, de Maurice Tourneur
- 1939 : La Fin du jour, de  Julien Duvivier
- 1939 : La Charrette fantôme, de Julien Duvivier
- 1941 : L'Assassinat du père Noël, de Christian-Jaque
- 1943 : Le Comte de Monte-Cristo, de Robert Vernay
- 1943 : Le Voyageur de la Toussaint, de Louis Daquin
- 1943 : Les Anges du péché, de Robert Bresson
- 1949 : Le Point du jour, de Louis Daquin
- 1949 : Singoalla, de Christian-Jaque
- 1956 : Si tous les gars du monde, de Christian-Jaque
- 1957 : Élisa, de Roger Richebé
- 1958 : Une vie, de Alexandre Astruc
- 1960 : Pantalaskas, de Paul Paviot
- 1962 : Le Gentleman d'Epsom, de Gilles Grangier
- 1965 : La Métamorphose des cloportes, de Pierre Granier-Deferre
- 1975 : Thomas
- 1981 : Coco Chanel, de George Kaczender
- 1983 : Eine Liebe in Deutschland, de Andrzej Wajda
- 1984 : Blanche et Marie, de Jacques Renard
- 1985 : Les Poings fermés, de Jean-Louis Benoît

### Televisión
- 1966 : La Cerisaie
- 1967 : L'Âne Culotte
- 1972 : La Tuile à loups
- 1974 : La Famille Grossfelder
- 1976 : Christophe Colomb
- 1977 : Les Rebelles
- 1978 : Il y a encore des noisetiers
- 1980 : Les Enquêtes du commissaire Maigret, episodio Maigret et les Vieillards, de Stéphane Bertin
- 1980 : L'Oasis
- 1982 : La Taupe
- 1990 : L'Ami Giono: Ennemonde